# Diuridinae
Diuridinae é uma subtribo de orquídeas classificada na tribo Diurideae, composta por espécies terrestres, distribuídas principalmente pela Austrália, mas com uma espécie em Timor-Leste, uma na Nova Caledônia e duas na Nova Zelândia, comummente em áreas restritas, dispersas por ambientes variados conforme a espécie. Entre as Diurideae, a subtribo Diuridinae é formada por plantas de sistema subterrâneo composto por raízes e tubérculos carnosos, e por sistema aéreo com por caules, folhas e inflorescências glabros ou, raramente, recobertos por tricomas sem células basais intumescidas; e flores em cuja coluna o rostelo é praticamente livre. Diuridinae é composta por setenta e três espécies, divididas por dois gêneros, um deles com apenas duas espécies. Diuridineae está mais proximamente relacionadas às tribos Cryptostylidinae e Thelymitrinae do que às outras quatro tribos de Diurideae.
Além das caraterísticas já citadas, todas as espécies desta subtribo são plantas geófitas glabras; com tubérculos alongados, sem revestimento; com uma ou mais folhas muito mais longas que largas, eretas; inflorescência racemosa, com flores ressupinadas de cores pouco ou muito vistosas; com sépalas e pétalas bastante diferentes, as pétalas muito menores ou com istmo bastante evidente; labelo tri-lobulado; coluna apoda com quatro polínias.

## Publicação e sinônimos
- Diuridinae Lindley, Gen. Sp. Orch. Plan., 442:506 (1840).

Tipo: Diuris Sm. (1798).

## Gêneros
- Diuris: flores vistosas de pétalas largas.
- Orthoceras: flores desinteressantes de pétalas minúsculas.